# 3288 Seleucus
3288 Seleucus eller 1982 DV är en asteroid i huvudbältet som upptäcktes den 28 februari 1982 av den tyske astronomen Hans-Emil Schuster vid La Silla-observatoriet. Den är uppkallad efter Seleukos I.
Asteroiden har en diameter på ungefär 2 kilometer och den tillhör asteroidgruppen Amor.